# NM-73
 (septembre 2018).
Si vous disposez d'ouvrages ou d'articles de référence ou si vous connaissez des sites web de qualité traitant du thème abordé ici, merci de compléter l'article en donnant les références utiles à sa vérifiabilité et en les liant à la section « Notes et références ».
Le NM-73 (Neumático Méxicano 1973) est le deuxième matériel roulant sur pneumatiques utilisé sur le métro de Mexico, sur les lignes 4, 5, 6 et 7. Jusqu'en 2009 elles étaient également présentes sur la ligne 9. Quarante-trois rames (29 de 6 voitures et 14 de 9 voitures) furent construites. Alstom a participé à la conception de ce modèle.

## Histoire
Un train NM-73 a été accidenté à la station Oceanía. La motrice M.0577, endommagée, a été remplacée par la motrice M.0559.